# Toon Soetebier
Toon Soetebier, alias Kleine Toon (1921 – Tübingen, 26 mei 2006) was een Nederlands oorlogsmisdadiger
Als (ex-)SS-officier uit Coevorden pleegde hij tijdens de Tweede Wereldoorlog verscheidene oorlogsmisdaden. Zo was hij bewaker in het Kamp Erika bij Ommen waar hij onderduikers en Joden folterde.
De doodstraf die hij vlak na de oorlog bij verstek kreeg, werd in 1949 omgezet in levenslang. Later werd hij gepakt en gevangengezet in de gevangenis van Breda. Hieruit ontsnapte hij in 1952. Sindsdien woonde hij in de Württembergse plaats Tübingen, waar hij een tabakszaak bestierde. Hij leed sinds 2003 aan een ernstige vorm van kanker en stierf op 26 mei 2006.